# King Kobra
King Kobra is een Amerikaanse rockband. De band wordt geformeerd door drummer Carmine Appice en zanger Mark Free en brengt halverwege de jaren '80 drie lp's uit, variërend van heavy metal tot AOR . De band geniet haar grootste bekendheid tijdens de jaren '80, maar is ook vandaag de dag nog actief.

## Bezetting
Huidige bezetting
- Paul Shortino (zang, vanaf 2010)
- Mick Sweda (gitaar, 1984–1986, 2000–2001, vanaf 2010)
- David Michael-Philips (gitaar, 1984–1988, vanaf 2010)
- Johnny Rod (basgitaar, 1984–1986, vanaf 2010)
- Carmine Appice (drums, 1984–1988, 2000–2001, vanaf 2010)

Voormalige leden
- Mark/Marcie Free (zang, 1984–1986)
- Marq Torien (zang, 1986)
- Johnny Edwards (zang, 1987–1988)
- Kelly Keeling (zang, basgitaar, 2000–2001)
- Jeff Northrup (gitaar, 1987–1988)
- Steve Fister (gitaar, 2000–2001)
- Larry Hart (basgitaar, 1987–1988)

## Geschiedenis
King Kobra werd begin 1984 geformeerd door drummer Carmine Appice en zanger Mark Free. Appice kreeg eerder bekendheid door zijn verbintenis met Vanilla Fudge en Rod Stewart en is o.a. medeauteur van Stewarts hit Do Ya Think I'm Sexy. Samen met zanger Mark Free en de twee gitaristen Mick Swedasky (alias Mick Sweda, ex-Stormtroopers) en David Michael-Phillips (ex-Keel), organiseerde Appice audities voor de baan van bassist. Op de shortlist stonden Johnny Rod en Gary Moon. De band koos voor Rod en dus voegde Moon zich bij Night Ranger. Kort daarna tekende King Kobra een deal voor twee albums bij Capitol Records en ging hij aan de slag met producent Spencer Proffer op het debuutalbum Ready To Strike, uitgebracht in 1985. Een uitgebreide Amerikaanse tournee werd in 1986 gevolgd door het album Thrill Of A Lifetime, met onder meer Iron Eagle (Never Say Die), hun bijdrage aan de film Iron Eagle.
Zanger Mark Free verliet de band voor de opnamen voor het derde album, mede uit frustratie dat Capitol Records het contract met de band niet verlengde. Bassist Johnny Rod verliet ook de band en vertrok naar W.A.S.P., terwijl gitarist Mick Sweda met Marq Torien en Loni Black de BulletBoys creëerde. Torien was oorspronkelijk ingehuurd om Free te vervangen. Het derde album zag naast Appice en Phillips de nieuwkomers Johnny Edwards (zang), Jeff Northrup (gitaar) en Larry Hart (basgitaar) in de bezetting. Alle drie kwamen van de band Northrup en dus bevat het derde King Kobra-album met de eenvoudige titel III nieuwe nummers van Appice en Phillips en materiaal dat oorspronkelijk bedoeld was voor Northrup. Het derde album werd in de Verenigde Staten uitgebracht op het eigen label van Appice, terwijl de band een deal sloot met Music For Nations voor Europa. Niet lang na de publicatie viel de band uiteindelijk uit elkaar. Appice richtte de band Blue Murder op met de voormalige Thin Lizzy en Whitesnake-gitarist John Sykes, terwijl Phillips de band Geronimo oprichtte en later te horen was op het Master Of Disguise-album van Lizzy Borden. Johnny Edwards voegde zich verrassend bij Foreigner voor Lou Gramm en zong op het album Unusual Heat.
Appice hervormde King Kobra in 2000 en nam een nieuwe plaat op. Gitarist Mick Sweda was ook weer van de partij en Kelly Keeling (ex-Michael Schenker Group) trad op als de nieuwe zanger. Het einde van de band kwam eerder dan gepland. Kort na het uitbrengen van Hollywood Trash werd Vanilla Fudge opnieuw geformeerd en Appice toerde met hen door de Verenigde Staten. Na 2010 verscheen King Kobra in een nieuwe bezetting: drummer Appice, gitaristen Michael Sweda en David Michael-Phillips (ook bekend als Dave Henzerling) en bassist Johnny Rod uit de bezetting van 1985 werden toegevoegd door de nieuwe zanger Paul Shortino. In deze bezetting brachten ze in 2011 het album King Kobra uit bij Frontiers Music. Het album II volgde in 2013.

## Discografie

### Studioalbums
- 1985: Ready To Strike
- 1986: Thrill Of A Lifetime
- 1988: King Kobra III
- 1999: The Lost Years
- 2001: Hollywood Trash
- 2011: King Kobra
- 2013: II

### Singles & ep's
- 1985: Hunger
- 1986: Iron Eagle (Never Say Die)
- 1987: Home Street Home
- 1988: Take It Off